# 海科维尔氏菌
海科维尔氏菌（学名：Colwellia maris）是科尔韦氏菌属的下属物种。此物种是一种革兰氏阴性、过氧化氢酶阳性、氧化酶阳性、耐盐且耐冷的杆状细菌。此物种最早从日本北海道鄂霍次克海网走海岸获得的海水中分离出来。

## 历史
于1979年，菌株ABE-1T被Takada等人从日本北海道鄂霍次克海网走海岸获得的海水中分离出来。经过一系列的研究与测验后，菌株ABE-1T被定义为一个新的物种并初步归类在弧菌属之下。然而，Yumoto等人基于16S rRNA基因序列的系统发育分析表明，菌株ABE-1T与科尔韦氏菌属物种的关系比与弧菌属物种的关系更密切。这些结果表明菌株ABE-1T应归类为科尔韦氏菌属而不是弧菌。

## 词源
拉丁中性名词“maris”，表示海洋。

## 系统发育学分类
基于16S rRNA基因序列的系统发育分析表明菌株ABE-1T属于科尔韦氏菌属。菌株ABE-1T与冷红科维尔氏菌的16S rRNA基因序列相似性为92.9%。而其与假交替单胞菌属、希瓦氏菌属、发光杆菌属、弧菌属、摩替亚氏菌属、交替单胞菌属、埃希氏菌属、巴斯德氏菌属和气单胞菌属的物种的序列的相似性小于90%。

## 描述
海科维尔氏菌是一种兼性厌氧的革兰氏阴性菌。它能够在0°C至22°C（但不生长在高于25°C的环境）和3%至4%NaCl（不生长在高于6.5%NaCl的环境）的条件下生长，因此它是一种耐冷且耐盐的生物。它的细胞是弯曲杆状的，长2µm至4µm，宽0.6µm至1µm，用单极鞭毛运动。它的过氧化氢酶和氧化酶测试呈阳性。